# Wonderbare visvangst

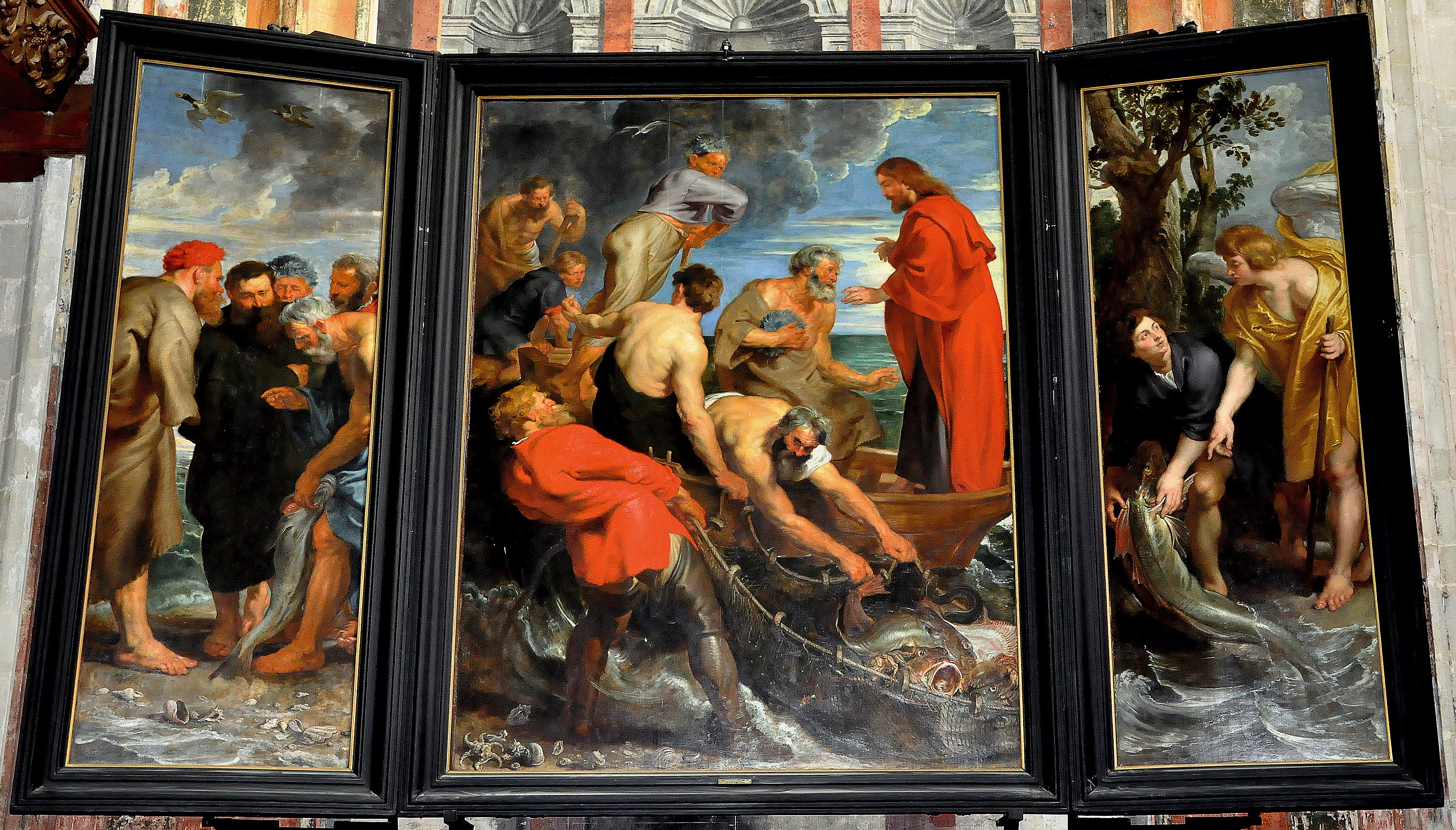
De wonderbare visvangst van Peter Paul Rubens in de Onze-Lieve-Vrouw-over-de-Dijlekerk (Mechelen)

In het Nieuwe Testament is er sprake van twee wonderbaarlijke vangsten, een in het evangelie volgens Lucas (Lukas 5: 1-11) en een in het evangelie volgens Johannes (Joh 21: 1-24).
De eerste, volgens Lucas, verhaalt de roeping van de eerste apostelen Petrus, Andreas, Jakobus de Meerdere en Johannes, die hun netten in de steek lieten, Christus volgden en 'vissers van mensen' werden.
De tweede, volgens Johannes, is een passage na de dood en herrijzenis van Christus. Nadat Jezus hen had toegesproken, vingen zij 153 grote vissen in hun netten. Deze tekst wordt meestal met Pasen voorgelezen.
Onder de naam wonderbare visvangst verwijst men meestal naar het eerste evenement, een van de Wonderen van Jezus.

## Galerij

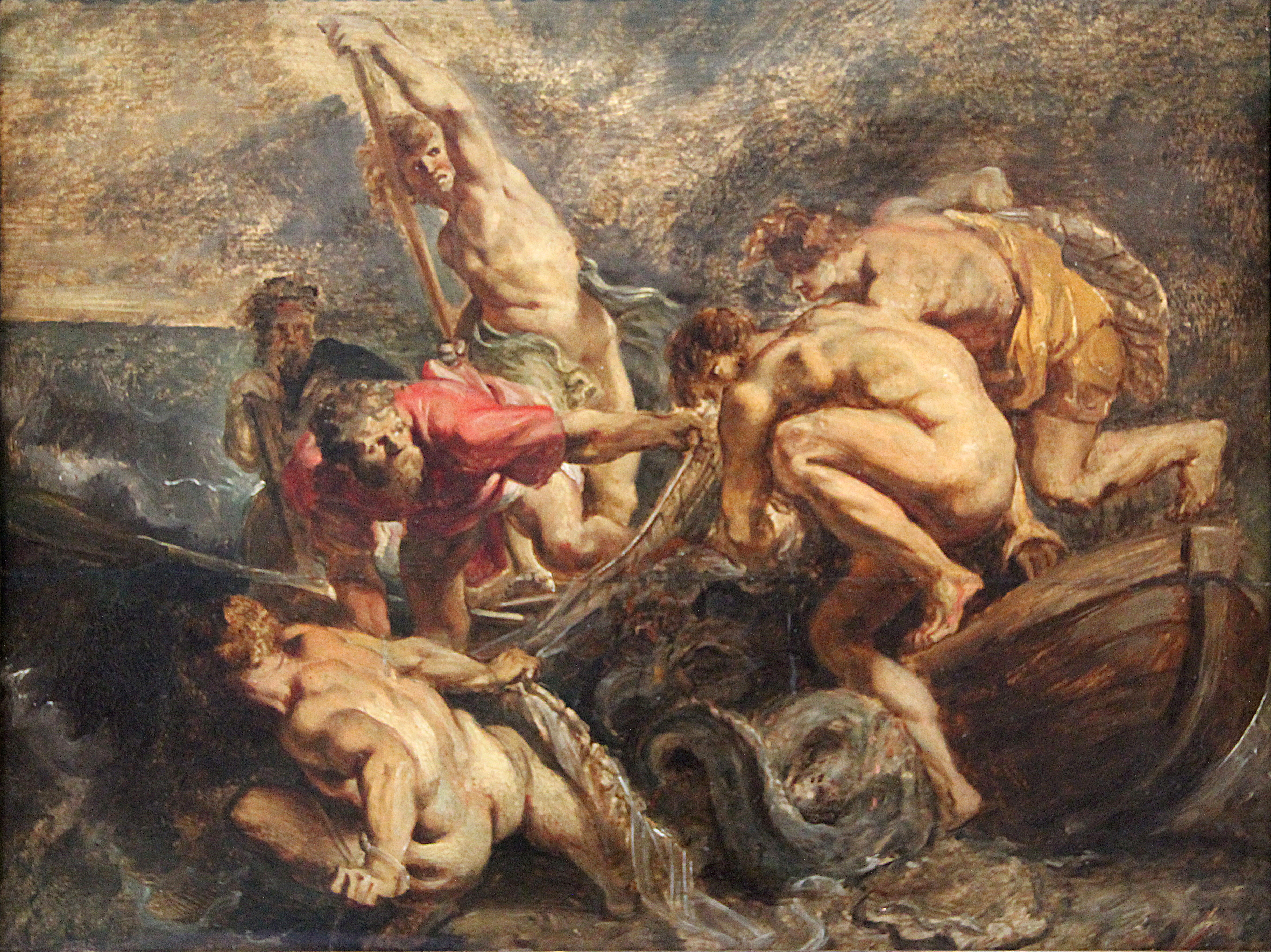
Peter Paul Rubens
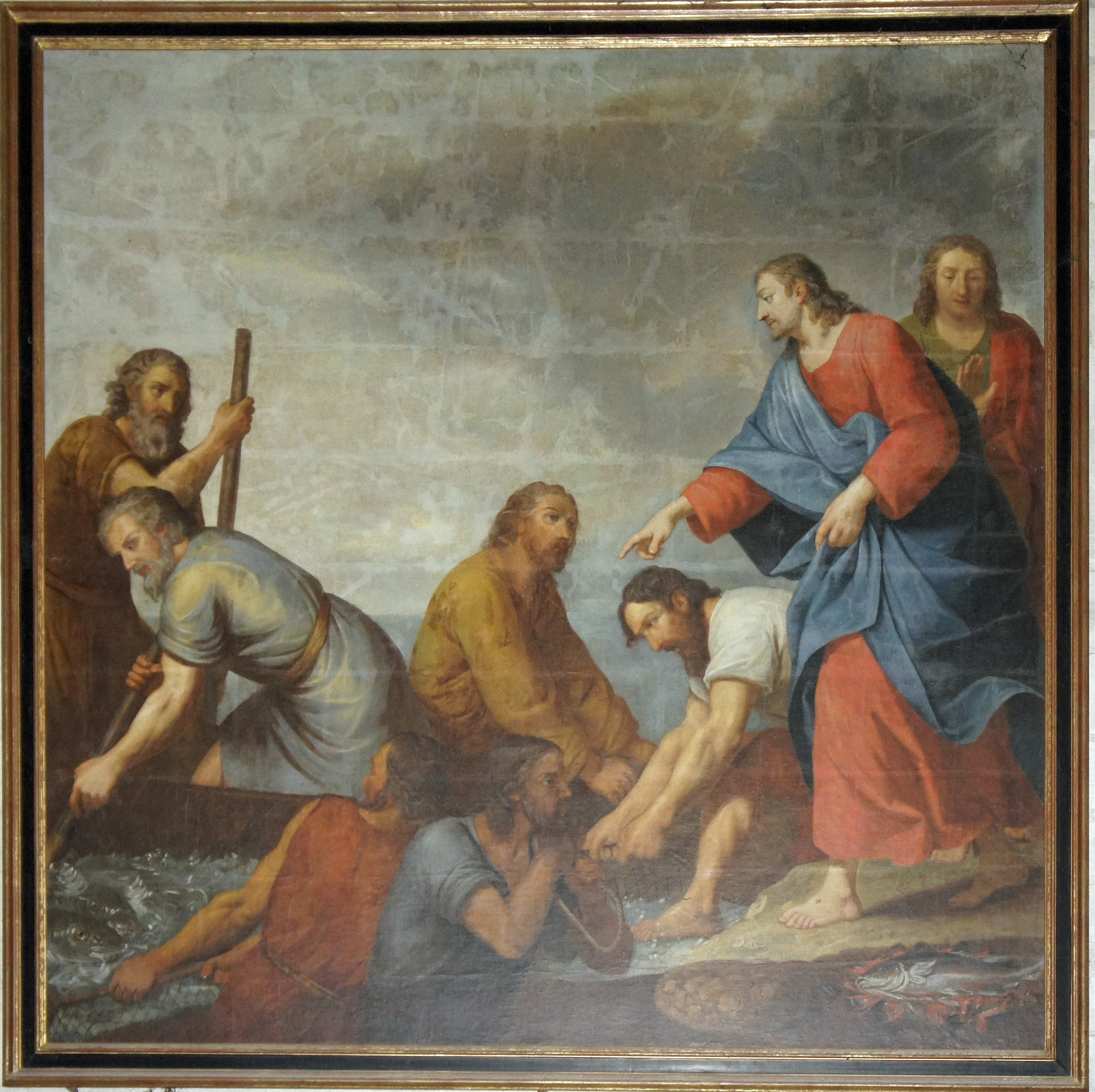
Nicolas Wibault
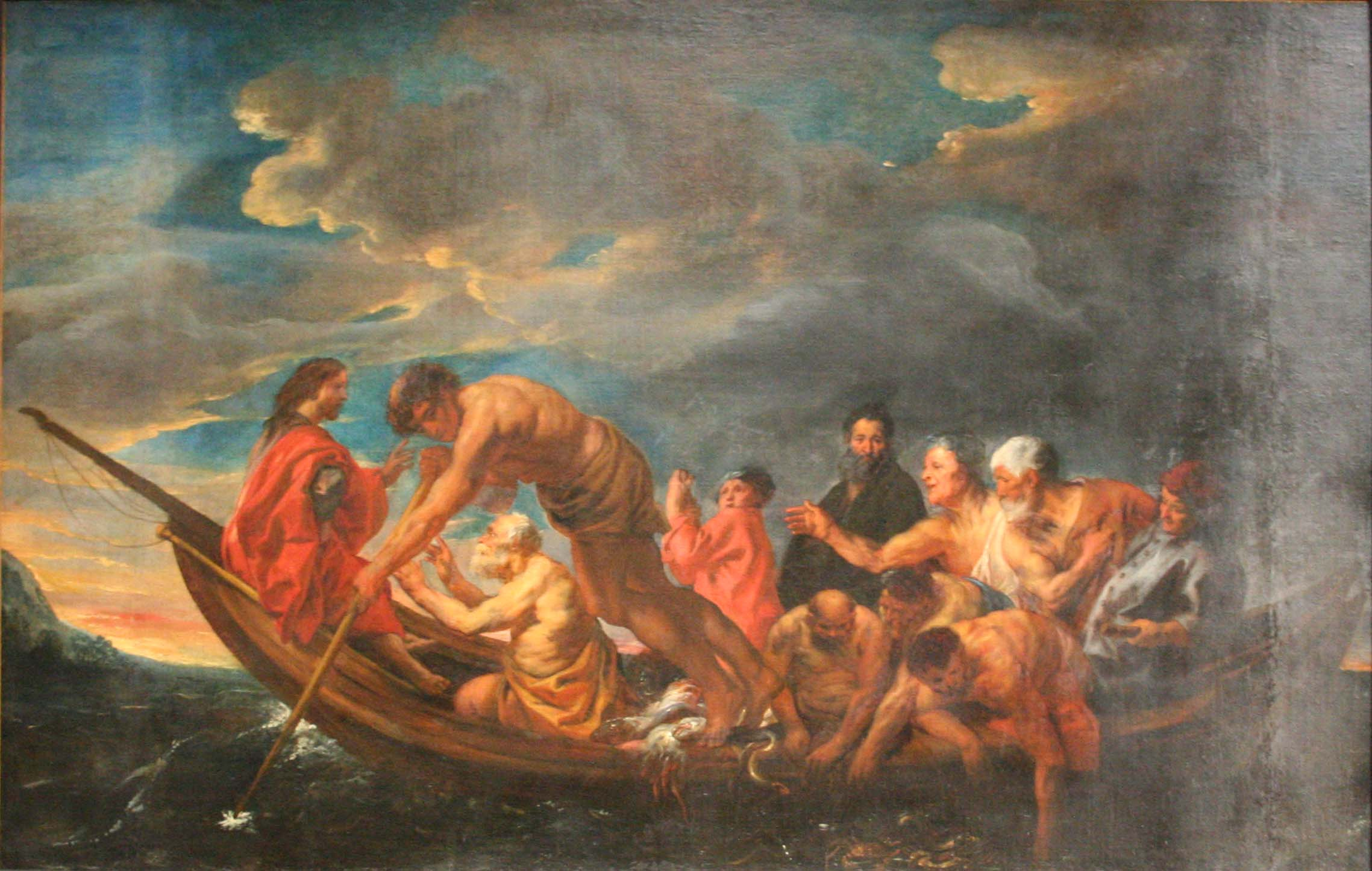
De wonderbare visvangst, schilderij van Jacob Jordaens
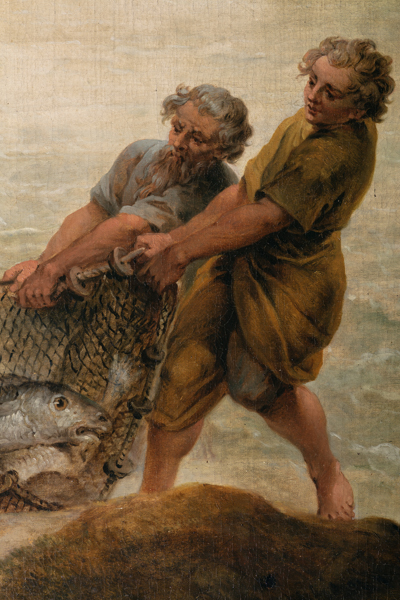
Petrus van Reysschoot (Gent)